# Volta a Catalunya de 1990
La Volta a Catalunya de 1990 va ser 70a edició de la Volta Ciclista a Catalunya. Es disputà en 7 etapes del 7 al 13 de setembre de 1990 amb un total de 1059,5 km. El vencedor final fou l'espanyol Laudelino Cubino de l'equip BH-Amaya per davant de Marino Lejarreta de l'ONCE, i de Pedro Delgado del Banesto.
La tercera i la setena etapa estaven dividides en dos sectors.
El primer sector de la tercera etapa no es va poder diputar per culpa d'unes explosions a prop de la refineria de Repsol. Es va sospitar d'un atemptat terrorista per part d'ETA o els GRAPO.
Miguel Indurain, un dels principals favorits al triomf final, va caure, per culpa de la pluja, i es va trencar la clavícula. Amb el triomf final, Laudelino Cubino, aconseguia una de les principals victòries a de la seva carrera professional.

## Etapes
| Etapa | Data           | Ciutats d'etapa              | km    | Vencedor de l'etapa   | Líder de la general     |
| ----- | -------------- | ---------------------------- | ----- | --------------------- | ----------------------- |
| 1a    | 7 de setembre  | Barcelona – Montjuïc         | 168,1 | Malcolm Elliott (GBR) | Malcolm Elliott (GBR)   |
| 2a    | 8 de setembre  | Sant Sadurní d'Anoia – Salou | 170,8 | Mathieu Hermans (NED) | Alfonso Gutiérrez (ESP) |
| 3a A  | 9 de setembre  | Salou – Tarragona (CRE)      | 12,5  | Suspesa               | Alfonso Gutiérrez (ESP) |
| 3a B  | 9 de setembre  | Tarragona – Lleida           | 110,2 | Malcolm Elliott (GBR) | Alfonso Gutiérrez (ESP) |
| 4a    | 10 de setembre | Lleida - Port del Comte      | 158,7 | Jesús Montoya (ESP)   | Laudelino Cubino (ESP)  |
| 5a    | 11 de setembre | Port del Comte - Manlleu     | 169,6 | Iñaki Gastón (ESP)    | Laudelino Cubino (ESP)  |
| 6a    | 12 de setembre | Manlleu – Platja d'Aro       | 166,2 | Marco Lietti (ITA)    | Laudelino Cubino (ESP)  |
| 7a A  | 13 de setembre | Palamós – Palafrugell (CRI)  | 29,1  | Erik Breukink (NED)   | Laudelino Cubino (ESP)  |
| 7a B  | 13 de setembre | Palafrugell – Girona         | 74,3  | Per Pedersen (DEN)    | Laudelino Cubino (ESP)  |

### 1a etapa[3]
07-09-1990: Barcelona – Montjuïc, 168,1 km.:
|   | Ciclista              | Equip               | Temps      |
| - | --------------------- | ------------------- | ---------- |
| 1 | Malcolm Elliott (GBR) | Teka                | 4h 18' 33" |
| 2 | Allan Peiper (AUS)    | Panasonic-Sportlife | m. t.      |
| 3 | Casimiro Moreda (ESP) | CLAS-Cajastur       | m. t.      |

|   | Ciclista              | Equip               | Temps      |
| - | --------------------- | ------------------- | ---------- |
| 1 | Malcolm Elliott (GBR) | Teka                | 4h 18' 33" |
| 2 | Allan Peiper (AUS)    | Panasonic-Sportlife | m. t.      |
| 3 | Casimiro Moreda (ESP) | CLAS-Cajastur       | m. t.      |

### 2a etapa[4]
08-09-1990: Sant Sadurní d'Anoia – Salou, 170,8 km.:
|   | Ciclista              | Equip               | Temps      |
| - | --------------------- | ------------------- | ---------- |
| 1 | Mathieu Hermans (NED) | Seur                | 3h 47' 47" |
| 2 | Guido Bontempi (ITA)  | Carrera             | m. t.      |
| 3 | Eddy Planckaert (BEL) | Panasonic-Sportlife | m. t.      |

|   | Ciclista                  | Equip            | Temps      |
| - | ------------------------- | ---------------- | ---------- |
| 1 | Alfonso Gutiérrez (ESP)   | BH-Amaya Seguros | 8h 06' 20" |
| 2 | José Luis Rodríguez (ESP) | Seur             | m. t.      |
| 3 | Casimiro Moreda (ESP)     | CLAS-Cajastur    | m. t.      |

### 3a etapa A[5]
09-09-1990: Salou – Tarragona, 110,2 km. (CRE):
Suspesa

### 3a etapa B[5]
09-09-1990: Tarragona – Lleida, 110,2 km. :
|   | Ciclista                | Equip            | Temps      |
| - | ----------------------- | ---------------- | ---------- |
| 1 | Malcolm Elliott (GBR)   | Teka             | 4h 40' 44" |
| 2 | Casimiro Moreda (ESP)   | CLAS-Cajastur    | m. t.      |
| 3 | Alfonso Gutiérrez (ESP) | BH-Amaya Seguros | m. t.      |

|   | Ciclista                  | Equip            | Temps       |
| - | ------------------------- | ---------------- | ----------- |
| 1 | Alfonso Gutiérrez (ESP)   | BH-Amaya Seguros | 10h 47' 04" |
| 2 | Casimiro Moreda (ESP)     | CLAS-Cajastur    | m. t.       |
| 3 | José Luis Rodríguez (ESP) | Seur             | m. t.       |

### 4a etapa[6]
10-09-1990: Lleida - Port del Comte, 158,7 km.:
|   | Ciclista               | Equip    | Temps      |
| - | ---------------------- | -------- | ---------- |
| 1 | Jesús Montoya (ESP)    | BH-Amaya | 4h 05' 30" |
| 2 | Laudelino Cubino (ESP) | BH-Amaya | m. t.      |
| 3 | Pedro Delgado (ESP)    | Banesto  | + 6"       |

|   | Ciclista               | Equip         | Temps       |
| - | ---------------------- | ------------- | ----------- |
| 1 | Laudelino Cubino (ESP) | BH-Amaya      | 15h 19' 04" |
| 2 | Marino Lejarreta (ESP) | ONCE          | + 26"       |
| 3 | Iñaki Gastón (ESP)     | CLAS-Cajastur | m. t.       |

### 5a etapa[7]
11-09-1990: Port del Comte - Manlleu, 169,6 km. :
|   | Ciclista               | Equip         | Temps      |
| - | ---------------------- | ------------- | ---------- |
| 1 | Iñaki Gastón (ESP)     | CLAS-Cajastur | 4h 15' 02" |
| 2 | Marino Lejarreta (ESP) | ONCE          | m. t.      |
| 3 | Laudelino Cubino (ESP) | BH-Amaya      | m. t.      |

|   | Ciclista               | Equip         | Temps       |
| - | ---------------------- | ------------- | ----------- |
| 1 | Laudelino Cubino (ESP) | BH-Amaya      | 19h 34' 06" |
| 2 | Marino Lejarreta (ESP) | ONCE          | + 26"       |
| 3 | Iñaki Gastón (ESP)     | CLAS-Cajastur | m. t.       |

### 6a etapa[8]
12-09-1990: Manlleu – Platja d'Aro, 166,2 km.:
|   | Ciclista                     | Equip    | Temps      |
| - | ---------------------------- | -------- | ---------- |
| 1 | Marco Lietti (ITA)           | Ariostea | 4h 01' 24" |
| 2 | Melcior Mauri (ESP)          | ONCE     | m. t.      |
| 3 | Alberto Leanizbarrutia (ESP) | Teka     | m. t.      |

|   | Ciclista               | Equip         | Temps       |
| - | ---------------------- | ------------- | ----------- |
| 1 | Laudelino Cubino (ESP) | BH-Amaya      | 23h 36' 54" |
| 2 | Marino Lejarreta (ESP) | ONCE          | + 26"       |
| 3 | Iñaki Gastón (ESP)     | CLAS-Cajastur | m. t.       |

### 7a etapa A[9]
13-09-1990: Palamós – Palafrugell, 29,1 km. (CRI):
| Resultat de la 7a etapa A \| \| Ciclista \| Equip \| Temps \| \| - \| ---------------------- \| ------------- \| ------- \| \| 1 \| Erik Breukink (NED) \| Carrera \| 37' 12" \| \| 2 \| Marino Lejarreta (ESP) \| ONCE \| + 12" \| \| 3 \| Federico Etxabe (ESP) \| CLAS-Cajastur \| + 14" \| |                        |               |         |
| | Ciclista               | Equip         | Temps   |
| 1 | Erik Breukink (NED)    | Carrera       | 37' 12" |
| 2 | Marino Lejarreta (ESP) | ONCE          | + 12"   |
| 3 | Federico Etxabe (ESP)  | CLAS-Cajastur | + 14"   |

### 7a etapa B[9]
13-09-1990: Palafrugell – Girona, 74,3 km.:
|   | Ciclista                  | Equip           | Temps      |
| - | ------------------------- | --------------- | ---------- |
| 1 | Per Pedersen (DEN)        | R.M.O.          | 1h 48' 20" |
| 2 | Jos van Aert (NED)        | PDM             | + 04"      |
| 3 | Antonio Miguel Díaz (ESP) | Kelme-Ibexpress | + 09"      |

|   | Ciclista               | Equip    | Temps       |
| - | ---------------------- | -------- | ----------- |
| 1 | Laudelino Cubino (ESP) | BH-Amaya | 26h 08' 31" |
| 2 | Marino Lejarreta (ESP) | ONCE     | + 04"       |
| 3 | Pedro Delgado (ESP)    | Banesto  | + 26"       |

## Classificació General
|    | Ciclista                    | Equip            | Temps       |
| -- | --------------------------- | ---------------- | ----------- |
| 1  | Laudelino Cubino (ESP)      | BH-Amaya         | 26h 08' 31" |
| 2  | Marino Lejarreta (ESP)      | ONCE             | + 04"       |
| 3  | Pedro Delgado (ESP)         | Banesto          | + 26"       |
| 4  | Iñaki Gastón (ESP)          | CLAS-Cajastur    | + 37"       |
| 5  | Federico Etxabe (ESP)       | CLAS-Cajastur    | + 1' 36"    |
| 6  | Enrique Aja (ESP)           | Teka             | + 2' 18"    |
| 7  | Óscar de Jesús Vargas (COL) | Postobón         | + 2' 30"    |
| 8  | Jesús Montoya (ESP)         | BH-Amaya         | + 3' 07"    |
| 9  | Sean Kelly (IRL)            | PDM              | + 3' 32"    |
| 10 | Edgar Corredor (COL)        | Café de Colombia | + 5' 00"    |

## Classificacions secundàries
|   | Ciclista                  | Equip    | Punts    |
| - | ------------------------- | -------- | -------- |
| 1 | Thierry Claveyrolat (FRA) | R.M.O.   | 32 punts |
| 2 | Pedro Delgado (ESP)       | Banesto  | 28 punts |
| 3 | Laudelino Cubino (ESP)    | BH-Amaya | 25 punts |

|   | Ciclista                    | Equip          | Punts    |
| - | --------------------------- | -------------- | -------- |
| 1 | Miquel Àngel Iglesias (ESP) | Puertas Mavisa | 14 punts |
| 2 | Marco Lietti (ITA)          | Ariostea       | 9 punts  |
| 3 | Dante Rezze (FRA)           | R.M.O.         | 6 punts  |

|   | Ciclista               | Equip         | Punts    |
| - | ---------------------- | ------------- | -------- |
| 1 | Marino Lejarreta (ESP) | ONCE          | 67 punts |
| 2 | Malcolm Elliott (GBR)  | Teka          | 62 punts |
| 3 | Iñaki Gastón (ESP)     | CLAS-Cajastur | 53 punts |

|   | Equip    | Nacionalitat | Temps       |
| - | -------- | ------------ | ----------- |
| 1 | BH-Amaya | Espanya      | 78h 39' 49" |
| 2 | Postobón | Colòmbia     | + 1' 34"    |
| 3 | ONCE     | Espanya      | + 2' 48"    |